# Фут, Кэл
Кэ́ллан Фут (англ. Callan Foote; 13 декабря 1998, Энглвуд, Колорадо, США) — канадский хоккеист, защитник системы клуба «Нью-Джерси Девилз». Обладатель Кубка Стэнли 2021 в составе клуба «Тампа-Бэй Лайтнинг».

## Карьера

### Клубная
На юниорском уровне играл за команду «Келоуна Рокетс»; в сезоне 2016/17 он набрал 57 очков (6+51). На драфте НХЛ в 2017 году был выбран в 1-м раунде под общим 14-м номером клубом «Тампа-Бэй Лайтнинг». В сезоне 2017/18 он был назначен капитаном «Келоуны».
1 апреля 2018 года подписал с «Лайтнинг» трёхлетний контракт новичка. После подписания контракта он был переведён в фарм-клуб «Сиракьюз Кранч».
Проведя два сезона в фарм-клубе, в январе 2021 года он был вызван с состав «Тампы-Бэй Лайтнинг»; он провёл 35 матчей в дебютном сезоне, но в плей-офф не играл. В 2021 году в составе «молний» он стал обладателем Кубка Стэнли; в финале со счётом 4-1 в серии был обыгран «Монреаль Канадиенс». В следующем году дошёл с командой до финала Кубка Стэнли, в котором «Тампа-Бэй» уступила в серии со счётом 4-2 «Колорадо Эвеланш». В обеих финальных сериях на лёд не выходил.
26 февраля 2023 года вместе с пятью драфт-пиками был обменян в «Нэшвилл Предаторз» на нападающего Таннера Жанно.
9 августа 2023 года, будучи неограниченно свободным агентом, подписал двусторонний однолетний контракт с «Нью-Джерси Девилз», в системе которых выступает его младший брат Нолан.

### Сборная
В составе молодёжной сборной стал чемпионом мира на МЧМ-2018. На турнире набрал 3 очка за голевые передачи.

## Семья
Сын знаменитого в прошлом хоккеиста Адама Фута. Его младший брат, Нолан — игрок системы «Нью-Джерси Девилз».

## Статистика
| Легенда | Легенда                    | Легенда | Легенда                   | Легенда | Легенда    |
| ------- | -------------------------- | ------- | ------------------------- | ------- | ---------- |
| И       | Количество проведённых игр | Штр     | Штрафное время            | +/−     | Плюс-минус |
| Г       | Голы                       | П       | Голевые передачи          | О       | Очки       |
| -       | Статистика неизвестна      | —       | Статистика не учитывалась |         |            |

### Международная
| Год                        | Сборная                    | Турнир                     | Место                      |   | И | Г | П | О | Штр |
| 2018                       | Канада (мол.)              | МЧМ                        | 1                          | 7 | 0 | 3 | 3 | 0 |     |
| Всего на молодёжном уровне | Всего на молодёжном уровне | Всего на молодёжном уровне | Всего на молодёжном уровне | 7 | 0 | 3 | 3 | 0 |     |